# Пердомо, Хосе
Хосе́ Батлье́ Пердо́мо Тейше́йра (исп. José Batlle Perdomo Teixeira; род. 5 января 1965, Сальто) — уругвайский футболист, выступавший на позиции полузащитника за сборную Уругвая.

## Биография

### Клубная карьера
Хосе Пердомо начинал карьеру футболиста в уругвайском клубе «Пеньяроль». В конце октября 1987 года он сыграл за него во всёх трёх матчах финала Кубка Либертадорес против колумбийской «Америки» из Кали. В 1989 году Пердомо перешёл в итальянский «Дженоа», проведя за него 25 матчей в рамках Серии А. Вторую половину 1990 года Пердомо провёл за английский «Ковентри Сити», а затем перешёл в испанский «Реал Бетис». 1 марта 1991 года уругваец дебютировал в испанской Примере, в принципиальном матче с «Севильей». Более того, Пердомо на 79-й минуте забил гол в Севильском дерби, сократив отставание его команды в счёте.
В 1991 году полузащитник перешёл в аргентинский клуб «Химнасия Ла-Плата». 5 апреля 1992 года, в гостевом матче с «Эстудиантесом» в рамках Клаусуры, он на 54-й минуте забил гол со штрафного удара с 35 метров. Это событие вызвало небывалый восторг у поклонников «Химнасии», их прыжки во время празднования гола стали причиной толчка силой более шести баллов по шкале Рихтера, зафиксированного Отделом сейсмографической информации департамента погоды в Астрономической обсерватории Ла-Платы. За Пердомо после этого закрепилось прозвище Terremoto (землетрясение).
В 1993 году уругваец вернулся в «Пеньяроль», а в 1995 году перешёл в уругвайский «Басаньес», где и завершил карьеру футболиста.

### Карьера в сборной
Хосе Пердомо был включён в состав сборной Уругвая на Кубок Америки по футболу 1987 года в Аргентине. На турнире Пердомо сыграл в полуфинале с Аргентиной и Чили в финале (Уругвай в качестве действующего чемпиона стартовал с полуфинала). В решающем поединке Пердомо был удалён на 88-й минуте, что не помешало его команде довести дело до победы.
На Кубке Америки 1989 года в Бразилии Хосе Пердомо провёл за Уругвай два матча первого этапа (с Чили и Аргентиной), а также все три игры сборной в финальном этапе (с Парагваем, Аргентиной и Бразилией).
На чемпионате мира 1990 года в Италии Хосе Пердомо выходил в стартовом составе во всех четырёх матчах своей команды на турнире: группового этапа с Испанией, Бельгией, Южной Кореей и 1/8 финала с Италией.

### Личная жизнь
Сестра Хосе, Патрисия Пердомо, является матерью игрока сборной Уругвая (2014—2019), участника чемпионата мира 2018 и двух Кубков Америки Гастона Сильвы.

## Достижения
«Пеньяроль»
- Чемпион Уругвая (3): 1985, 1986, 1993
- Обладатель Кубка Либертадорес (1): 1987

 Сборная Уругвая
- Обладатель Кубка Америки (1): 1987